# نهر دز
نهر دز هو أحد أنهار إيران. يتدفق هذا النهر من جبال زاغروس في مدينة أليغودرز في محافظة لرستان وثم يدخل محافظة خوزستان وأخيرا يصب في نهر كارون. يبلغ طول نهر دز مايقارب 400 كلم